# Søvngængersken
Søvngængersken (orig. titel: La sonnambula) er en opera i to akter med musik af Vincenzo Bellini. Libretto er skrevet af Felice Romani efter Eugène Scribe.
Operaen havde premiere den 6. marts 1831 på Teatro Carcano i Milano. Hovedrollen som søvngængersken Amina blev sunget af den fejrede diva, Giuditta Pasta.
I det 20. århundrede havde sangerinder som Maria Callas og Joan Sutherland stor succes i rollen som Amina.

## Handling

### 1.akt
Amina og Elvino er blevet forlovede, hvilket fejres med en fest i landsbyen. Under festlighederne ankommer en fremmed til landsbyen, grevens søn, Rudolfo, der selv er vokset op i landsbyen. Rudolfo indlogerer sig på landsbyens kro, der drives af Lisa, der er forelsket i Elvino. Rudolfo deltager senere i festlighederne, og bliver til Elvinos store ubehag betaget af Amina, som Rudolfo overdænger med komplimenter.
Senere på aftenen går Lisa op på Rudolfos værelse, hvor de to kurtiserer. Parret hører dog en lyd, og Lisa skjuler sig, men glemmer i skydningen sit tørklæde. Amina kommer ind gennem vinduet - hun går i søvne. Lisa løber ud for at finde Elvino for at afsløre mødet mellem Amina og Rudolfo. Rudolfo hører dog Lisa og Elvino, da de er på vej til værelset, og Rudolfo når at flygte. Amina ligger i Rudolfos seng, da Elvino og Lisa kommer ind. Elvino er rasende og Amina forsøger at forklare sin uskyld.

### 2. akt
Elvino beslutter sig for at bryde forlovelsen med Anima og i stedet gifte sig med Lisa.
På vej til brylluppet bryster Lisa sig af, at hun aldrig har befundet sig på en fremmed mands værelse, men nu afsløres det, at det er Lisas tørklæde, der blev fundet på Rudolfos værelse. Elvino bliver skuffet for anden gang og opgiver ægteskabet med Lisa. Mens Elvino sørger over sit uheld i kærlighed, kommer Amina gående i søvne. Amina taler i søvne om sin store kærlighed for Elvino.
Elvino indser, at han har gjort Amina uret, og da hun vågner, sætter han ringen på Aminas finger og fører hende til kirken.

## Væsentlige arier
- "Come per me sereno" (Amina, 1. akt)
- "Prendi, l'anel ti dono" (duet Elvino, Amina, 1. akt)
- "Vi ravviso, o luoghi ameni" (Rodolfo, 1. akt)
- "Tutto è sciolto" (Elvino, 2. akt)
- "Ah! non credea mirarti" (Amina, 2. akt)

## Roller
| Rolle               | Sangstemme  | Medvirkende ved premieren den 6. marts 1831 (Dirigent: Nicola Zamboni Petrini) |
| ------------------- | ----------- | ------------------------------------------------------------------------------ |
| Grev Rodolfo        | bas         | Luciano Mariani                                                                |
| Amina               | sopran      | Giuditta Pasta                                                                 |
| Elvino              | tenor       | Giovanni Battista Rubini                                                       |
| Lisa                | sopran      | Elisa Taccani                                                                  |
| Teresa              | mezzosopran | Felicita Baillou-Hilaret                                                       |
| Alessio             | bas         | Lorenzo Biondi                                                                 |
| Notar               | tenor       | Antonio Crippa                                                                 |
| Landsbyboerne – Kor |             |                                                                                |